# Alejandro González (peintre)
Pour les articles homonymes, voir Alejandro González et González.
Alejandro Mono González (Curicó, région du Mauléon, 2 mars 1947) est un artiste et scénographe chilien, connu pour ses peintures murales en lien avec des thématiques sociales.

## Biographie
Son père était ouvrier et sa mère paysanne. Il a étudié à l'École Primaire n°1 de Curicó.
En 1963, il est entré à l'école expérimentale artistique de Santiago, de laquelle il est sorti en 1967. Il y a rencontré Fernando Marcos et Osvaldo Reyes, et a commencé son apprentissage du muralisme influencé par des artistes tels que Diego Rivera et David Alfaro Siqueiros. Il rejoint les Jeunesses Communistes pour participer à des activités culturelles et de propagande.
En 1969, il a participé à un groupe de travail de création de peintures murales, pendant la campagne du candidat à la présidence Salvador Allende et rejoint la Brigade Ramona Parra, avec laquelle il continuera à travailler pendant plusieurs années. Proche du peintre chilien Roberto Matta, ils ont travaillé en coordination avec la Brigade et des habitantes de la commune de La Granja pour la peinture murale El primer gol del pueblo chileno.
En 1971, un concours pour la création d'une peinture murale décorative pour l'Hôpital du Travailleur de Santiago est lancé. Des 15 candidatures, c'est celle de la Brigade Ramona Parra qui est retenue en 1972. La même année, il obtient une licence de création théâtrale à l'Université du Chili,.
Après le coup d'État militaire du général Augusto Pinochet contre le gouvernement socialiste d'Allende, le Parti Communiste est dissous et, comme d'autres militants, González doit entrer dans la clandestinité. Pour subsister, il travaille en tant que menuisier et, sous un nom d'emprunt, travaille en tant que peintre et scénographe au Théâtre Municipal de Santiago entre 1982 et 1987, pour des œuvres comme Don Quichotte de la Manche et Roméo et Juliette. Il rencontre des personnalités du monde cinématographique au Chili et participe à la scénographie des campagnes télévisuelles du No pendant le plébiscite national de 1988.
Pendant plusieurs années, González a réalisé des œuvres en lien avec le travail social et a mené des actions iconographiques dans des zones publiques aussi bien au Chili qu'en Argentine, aux Pays-Bas, en France, en Italie, en Équateur, au Pérou, à Cuba, notamment,,.
Sa grande peinture murale Vie et travail (2008) orne la station de métro Parque Bustamante. Parmi ses oeuvres des années 2010 se trouvent 3 pièces pour le show Varekai du Cirque du Soleil en tournée au Chili en 2012,.
En 2011, il a publié 27 Février, livre dans lequel il retranscrit à sa manière les émotions suscitées par le tremblement de terre de 2010, ce qui lui a valu le prix Altazor dans la catégorie Dessin graphique et Illustration,.

## Style
L'esthétique la plus caractéristique de ses travaux est la représentation des clichés liés au travailleur et à l'ouvrier, sa vie, son travail et les injustices sociales. Ces éléments se retrouvent en grande partie sur des peintures de grandes surfaces, qui peuvent être des murs, des échiquiers. Il a également réalisé des travaux en sérigraphie, xilographie et des livres. Son travail reflète un sens de la construction.
Sa technique de peinture se base sur des couleurs plates sans nuances, avec de larges lignes noires ; bien qu'il présente aussi des travaux aux tons dégradés. Il faut souligner le niveau de symbolisme et le contexte présents dans ses œuvres.

## Œuvres
| Liste de quelques œuvres | Liste de quelques œuvres                          | Liste de quelques œuvres | Liste de quelques œuvres                                                                              |
| An                       | Œuvre                                             | Notes | Emplacement                                                                                           |
| ------------------------ | ------------------------------------------------- | --- | --- |
| 1964                     | Peinture murale collective                        | Thématique "Le Chili Futur" | La Reine, Santiago, Chili.                                                                            |
| 1970                     | Peinture murale de la Brigade Ramona Parra        | Première peinture murale de la BRP | Alameda, Santiago, Chili.                                                                             |
| 1971                     | El primer gol del pueblo chileno                  | Peinture murale peinte avec Roberto Matta                                                                                               | La Granja, Santiago, Chili.                                                                           |
| 1972                     | Sans titre                                        | Peinture murale, acrilique sur mur, 2,10 x 12,57 mètres                                                                                 | Salle d'attente de l'Hôpital du Travailleur de Santiago de l'Association Chilienne de Sécurité.       |
| 1978-1979                | Peinture murale                                   | Peinture, 2,50 x 4,0 mètres, organisé par l'Association des Jeunes Artistes Plastiques. La peinture murale a existé jusqu'en 2004.      | Gymnase du Syndicat de Goodyear, Maipú, Santiago.                                                     |
| 2002                     | Peinture murale en hommage à Andrés Pérez         | 18 x 8 mètres | Avenue Vicuña Mackenna Santiago, Chili.                                                               |
| 2005                     | Sans titre                                        | Peinture murale à Saint-Antoine | Promenade du port de Saint-Antoine, Région de Valparaíso, Chili.                                      |
| 2005                     | Sans titre                                        | Peinture murale participative | Lo Prado, Santiago, Chili.                                                                            |
| 2005                     | Sans titre                                        | Peinture murale participative pour la fermeture de la campagne de Francisco Villa                                                       | Peñalolén, Santiago, Chili.                                                                           |
| 2005                     | Lutter, travailler, étudier                       | Sérigraphie en châssis d'étoffe de rideau avec encre extraite d'une peinture murale de 1972                                             | Santiago, Chili                                                                                       |
| 2005                     | Sans titre                                        | Peinture murale de l'École Pablo Neruda                                                                                                 | Villa Ortega, Coyhaique, Chili.                                                                       |
| 2005                     | Sans titre                                        | Peinture murale à Villa Ñihuerao | Coyhaique, Chili.                                                                                     |
| 2005                     | Sans titre                                        | Peinture murale dans l'entrée du Stade Régional                                                                                         | Coyhaique, Chili.                                                                                     |
| 2006                     | Sans titre                                        | Peinture murale dans la Junte de Voisins de la Lieue, l'activité a été organisée par la Délégation de Culture en Mouvement l'Argentine. | Santiago, Chili.                                                                                      |
| 2007                     | Sans titre                                        | Peinture murale réalisée en Fête des Embrassades du PCCh                                                                                | Santiago, Chili.                                                                                      |
| 2008                     | Vie et travail: les yeux et les mains de l'effort | Support terciado avec traitement ignífugo (retardante au feu) sur structure de fierro et peinture à la piroxilina                       | Station Parque Bustamante, Ligne 5 du Métro de Santiago, Chili.                                       |
| 2010                     | Intégration                                       | Peinture murale peinte je joins au grafitero Seth dans le Musée à ciel ouvert                                                           | Avenue Départamentale, San Miguel, Chili                                                              |
| 2010                     | Sans titre                                        | Peinture murale dans la place Prat sur le tehuelche                                                                                     | Coyhaique, Chili.                                                                                     |
| 2011                     | Peintures murales collectives                     | 19 pièces de 80 mètres cadrés chacun | San Miguel et Avenue Départamentale, Santiago, Chili.                                                 |
| 2012                     | Salutation à l'histoire                           | Peinture murale avec acrílico et piroxilina peint pendant le 1er festival Fait en Maison                                                | Sorti nord de la mètre Université Catholique, à un coûté de l'accès poniente au GAM, Santiago, Chili. |
| 2016                     | Hommage au jour de la Femme                       | Peinture murale dans la place de poche Morandé 83                                                                                       | Rue Morandé 83, Santiago, Chili.                                                                      |
| 2016                     | Sans titre                                        | Peinture murale (mur orientez) dans l'accès au mètre Beaux-Arts                                                                         | Rue Monjitas coin nord-ouest avec rue Mosqueto, Santiago, Chili.                                      |
| 2016                     | L'homme de la terre                               | 120 m², en bureau de la de INDAP | Panguipulli, Province de Valdivia, région des Rivières, Chili.                                        |

## Prix et distinctions
| Liste de prix | Liste de prix                                                      | Liste de prix | Liste de prix |
| An            | Prix                                                               | Notes | Pays          |
| ------------- | ------------------------------------------------------------------ | --- | ------------- |
| 1971          | Premier prix au Concours de peintures murales de la FECH           | Histoire du mouvement ouvrier au Chili, peinture à l'huile | Chili         |
| 1989          | Mention Honorifique au Concours de Peinture Femme, Rêve et Réalité | Premier Centenaire de Falabella, organisé par la Corporation Amis de l'Art, Musée National des Beaux-Arts                                                                                              | Chili.        |
| 2009          | Fond Culture Bicentenario                                          | Il a financé l'élaboration des peintures murales collectives de San Miguel et Avenue Départamentale, le livre, le documentaire et la réalisation d'une série d'ateliers de muralisme et de sérigraphie | Chili.        |
| 2011          | Prix Altazor                                                       | Catégorie Graphisme et Illustration pour 27 Février | Chili.        |